# Upplands runinskrifter 295
Upplands runinskrifter 295 är en runsten som står vid Skånela kyrka i Skånela socken och Sigtuna kommun.

## Stenen
Stenen blev använd som tröskel till kyrkans vapenhus fram till 1941 och vissa partier är därför skadade, ett namn i skriften har också gått förlorat. På stenen finns en orm med vingar avbildad, inte olik den på U 305. Stenen är ristad i vikingatidens slut och ornamentiken går i Urnesstil. Den från runor översatta inskriften lyder enligt nedan:

## Inskriften
Translitterering av runraden:
u(i)faiʀ · li[t] · stain · h[ku](a) -f... birsu sun sin fa--lauk lit stain hkua ift(ʀ) b-o(þ)ur sin fuluka
Normalisering till runsvenska:
Vigæiʀʀ(?) let stæin haggva [æ]f[tiʀ] Bersu/Birsu, sun sinn. Fa[st]laug let stæin haggva æftiʀ b[r]oður sinn Fulluga.
Översättning till nusvenska:
Viger lät hugga stenen efter [?], sin son. Fastlög lät hugga stenen efter sin broder Fulluge.